# 善陽寺
善陽寺（ぜんようじ）は、東京都三宅島三宅村にある日蓮宗の寺院。

## 概要
山号は長喜山。寺院の法縁は達師法縁、住職の法縁は池上中道不二庵法類の柳嶋法縁に属する。 旧本寺は新島長栄寺、旧寺格は平僧寺跡。

## 歴史
応永2年（1395年）に三宅島の百姓・善七が邸宅を堂宇に改め長善院日養を開山に招いたのが淵源と伝わる。開山以来600年以上の歴史を誇るがこの間に度重なる雄山の噴火に見舞われている為、 事歴が判明している住職は16代に限られている。また、島内には日蓮宗不受不施派の流刑僧の墓が点在しているが、善陽寺が唯一の日蓮宗寺院である為その供養も担っている。
14世・浄慎院日善（山本隆善）までは住職の法縁は達師法縁であったと推察されるが、大本山池上本門寺門流の伊豆半島に於ける中心的寺院である清雲寺から15世・玄晃院日隆（山本政秀）が入寺すると柳嶋法縁となった。その後、昭和37年（1962年）8月24日に噴火が起こると伊豆地区では有感地震が2000回を超え、千数百人を超える島民が千葉県館山市に集団疎開を余儀なくされるが、日隆は住職としてこれを護持し事無きを得た。昭和39年（1964年）12月4日、三宅村第3代収入役に就任。同日付けで第3代助役に就任した早川孝吉と共に3年以上に亘り三池忠信村長の村政を支えた。その後も地域社会の活性化に尽力するが昭和55年（1980年）1月18日に遷化した。
16世・玄慎院日静（山本政信）は昭和49年（1974年）に東京都立三宅高等学校の社会科教諭として赴任。昭和55年（1980年）の日隆の遷化を承け16世の法灯を継承するも、昭和58年（1983年）10月3日に噴火に見舞われた。この噴火では阿古地区の約400戸の住家が埋没・焼失する憂き目に遭ったが、伊豆地区には被害が及ばず事無きを得た。平成元年（1989年）に三宅高校野球部を創設、初代監督に就任し精力的に指導に当たった。平成12年（2000年）6月26日に伊豆諸島北部群発地震が発生。8月1日の大規模噴火及び8月29日の火砕流発生により9月2日から全島避難が開始され、以後4年5ヶ月に及ぶ避難生活を強いられる事となった。善陽寺史上最大の存続危機に直面した日静であったが、伊豆七島に点在する日蓮宗寺院の主要メンバーとして日蓮宗宗務院の災害支援部局との折衝に当たり、また極めて厳しい制限のある一時帰宅中にあっても伽藍の修繕に尽力した。このように復興に全力を傾注した結果、廃寺の危機から脱する事に成功した。平成17年（2005年）2月1日の避難指示全面解除の後に帰島、以後も住職及び社会科教諭としての職務に邁進し、特に平成24年（2012年）の退職まで続けた野球部監督としての軌跡は、ノンフィクション作家の平山譲が『灰とダイヤモンド』として上梓している。また平成30年4月1日付けで三宅村教育委員会の教育長職務代理者に就任する等、15世・日隆と同様に積極的に地域社会に尽力・貢献しながら今日に至っている。

## 伽藍・境内
- 本堂
- 番神堂
- 巡査二木金次之墓…二木金次は明治26年（1893年）4月に派遣された三宅島初の駐在署員。明治30年（1897年）に大流行した腸チフスが島にも及び防疫業務や罹患者救助に挺身したが自らも罹患し同年10月に殉職した。
- 法華堂…阿古地区の飛び地境内にある。

## 旧本末
日蓮宗は1941年（昭和16年）に本末を解体したため、現在では旧本山・旧末寺と呼びならわしている。
- 正中山法華経寺（千葉県市川市中山）
  - 法華経寺 末：三松山長栄寺（東京都新島村本村）
    - 長栄寺 末：法性山妙蓮寺（東京都新島村本村）
    - 長栄寺 末：法光山東要寺（東京都新島村式根島）
    - 長栄寺 末：長喜山善陽寺（東京都三宅村伊豆）

## 歴代住持
| 歴代 | 法号 （俗姓・道号）   | 命日（享年［数え年］）            | 経歴                                                                       |
| ---- | --------------------- | --------------------------------- | -------------------------------------------------------------------------- |
| 開山 | 長善院日養            | 応永9年（1402年）11月12日         |                                                                            |
| 2世  | 浄光院日晴            | 文禄2年（1593年）10月13日         |                                                                            |
| 3世  | 行法院日修            | 慶長3年（1598年）1月27日          |                                                                            |
| 4世  | 顕遠院日深            | 慶安4年（1651年）6月24日          | 三松山長栄寺（東京都新島村本村） 4世 栄昌山海中寺（東京都大島町元町） 開山 |
| 5世  | 善陽院日晴            | 明暦2年（1656年）2月29日          |                                                                            |
| 6世  | 常勝院日行            | 寛文2年（1662年）1月23日          |                                                                            |
| 7世  | 寿量院日顕            | 享保2年（1717年）5月5日           |                                                                            |
| 8世  | 体勝院日行            | 元文3年（1738年）6月23日          |                                                                            |
| 9世  | 止全院日輝            | 天保11年（1840年）9月18日         |                                                                            |
| 10世 | 本慈院日道            | 3月30日                           |                                                                            |
| 11世 | 栄寿院日長            |                                   |                                                                            |
| 12世 | 全亮院日教            | 明治12年（1879年）1月15日         |                                                                            |
| 13世 | 泰量院日生            | 昭和6年（1931年）5月12日          |                                                                            |
| 14世 | 浄慎院日善 (山本隆善) | 昭和27年（1952年）5月19日（78歳） |                                                                            |
| 15世 | 玄晃院日隆 (山本政秀) | 昭和55年（1980年）1月18日         |                                                                            |
| 16世 | 玄慎院日静 (山本政信) |                                   |                                                                            |

## 交通
- 東邦航空三宅島空港から車で約20分
- 東海汽船阿古港（錆ヶ浜港）から車で約20分
- 東海汽船三池港から車で約20分
- 東海汽船伊ヶ谷港から車で約8分

## 近隣施設
- 三池山海蔵寺 … 車で約25分。重要文化財「銅造観音菩薩立像」が安置されている。
- 御笏神社 … 車で約6分。東京都指定有形文化財（工芸品）が複数格護されている。
- 三宅島役所 … 車で約6分。東京都指定文化財（史跡）
- 御祭神社 … 徒歩で約5分。東京都指定天然記念物の堂山のシイがある。
- 高麗山普済院 … 徒歩で約1分。三宅村指定有形文化財が複数安置されている他、三宅村指定天然記念物の大桜や蘇鉄もある。

## 脚註
1. ↑  法類・法縁とは、同じ宗旨・宗派に属し密接な関係を持つ僧侶並びに寺院のこと。中道不二庵及び柳嶋については関連項目を参照。
2. ↑  気象庁公式ウェブサイトに掲載されている主な噴火だけでも13回を数える。
3. ↑  『灰とダイヤモンド　三宅高校野球部、復興へのプレイボール』/平山譲/PHP研究所/平成25年（2013年）7月18日/ISBN 978-4-569-81337-0